# جيمس ويلسون (سياسي أسترالي)
جيمس ويلسون (بالإنجليزية: James Wilson)‏ هو سياسي أسترالي، ولد في 6 ديسمبر 1865، وتوفي في 14 أبريل 1927. انتخب عضو الجمعية التشريعية نيو ساوث ويلز عن دائرة Electoral district of Western Suburbs ‏ (20 مارس 1920 – 18 أبريل 1925).